# Futbol a Noruega

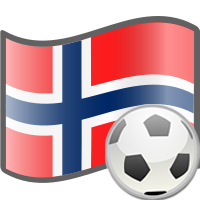

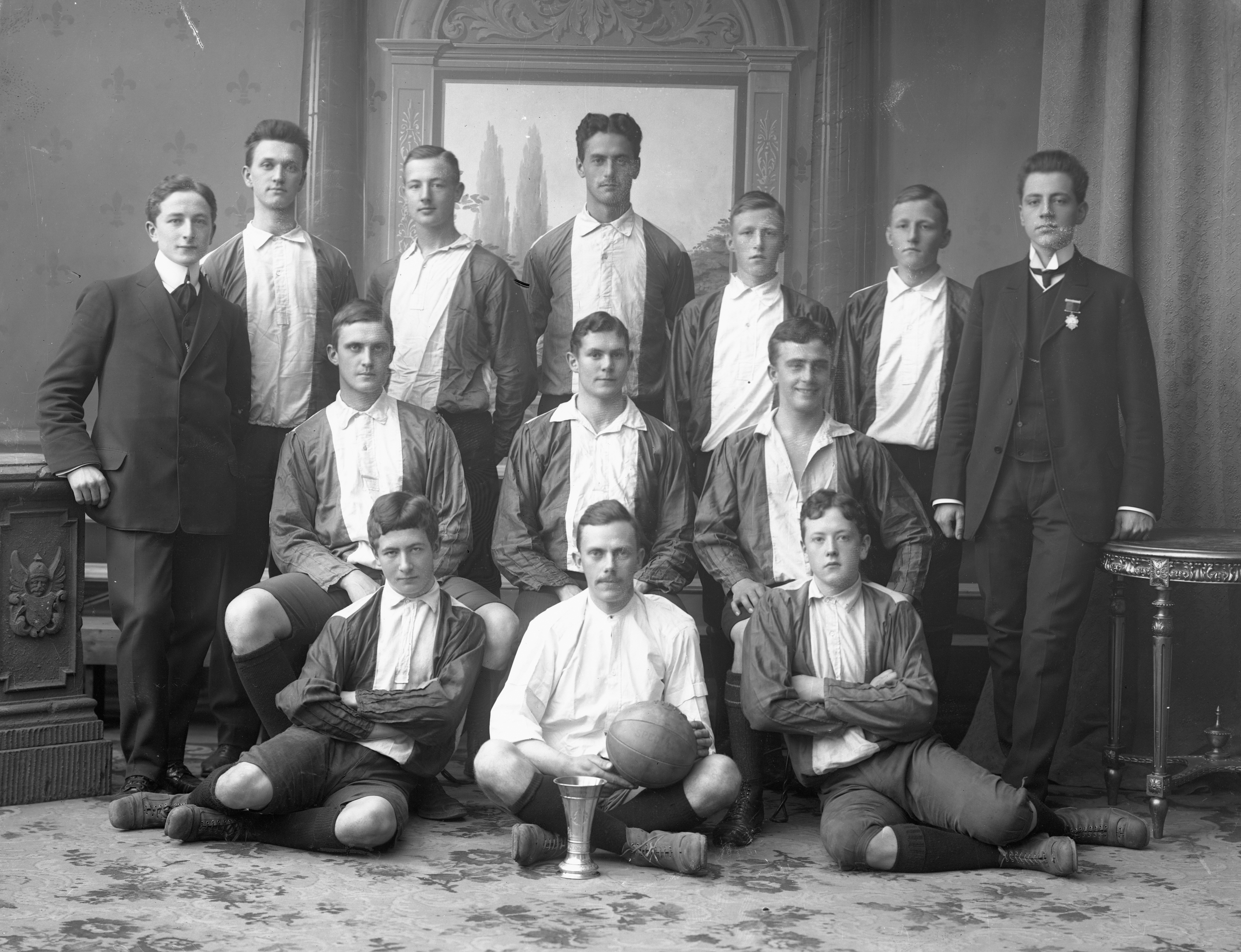
FC Lyn el 1908.

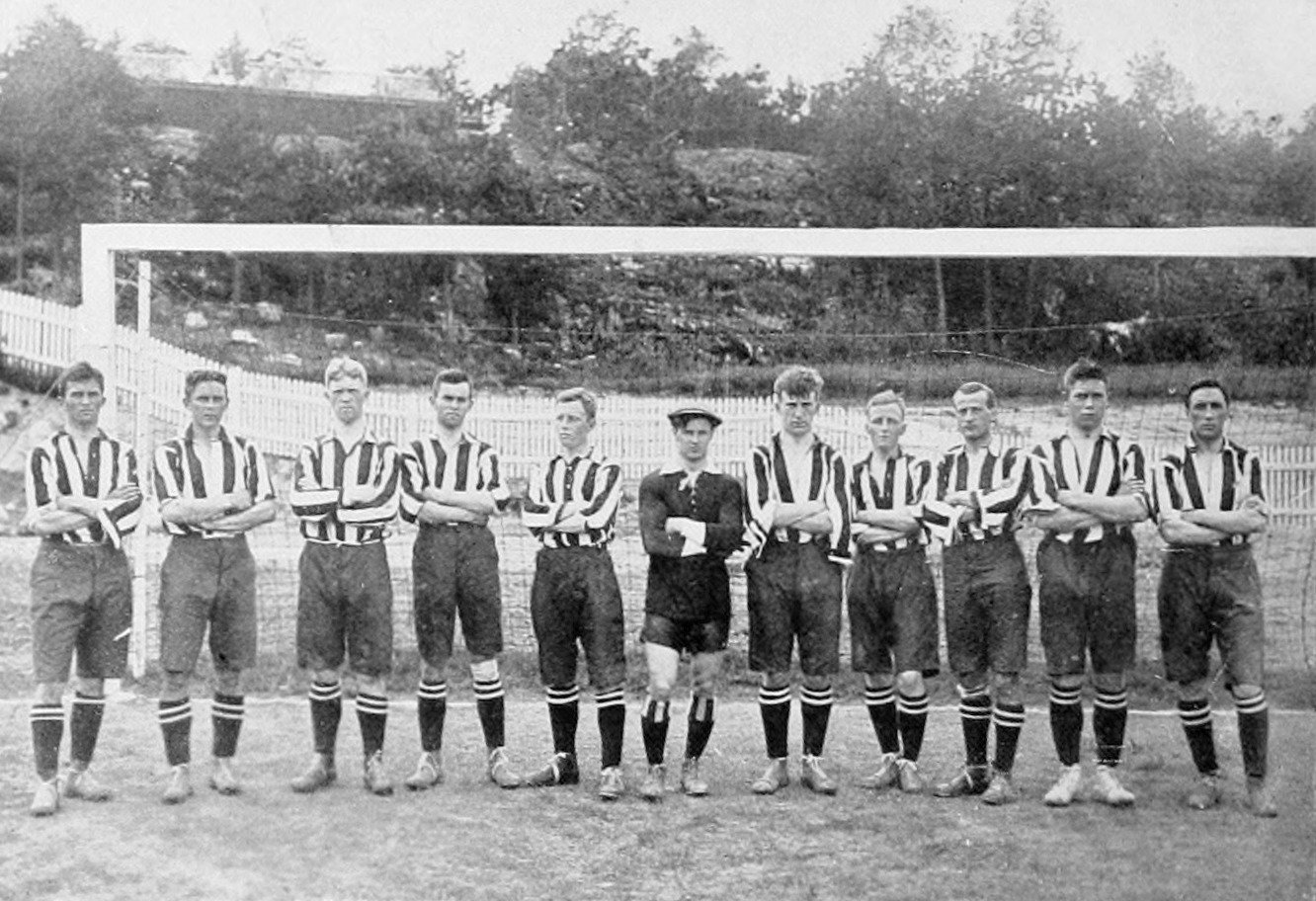
Selecció de Noruega als Jocs Olímpics de 1912.

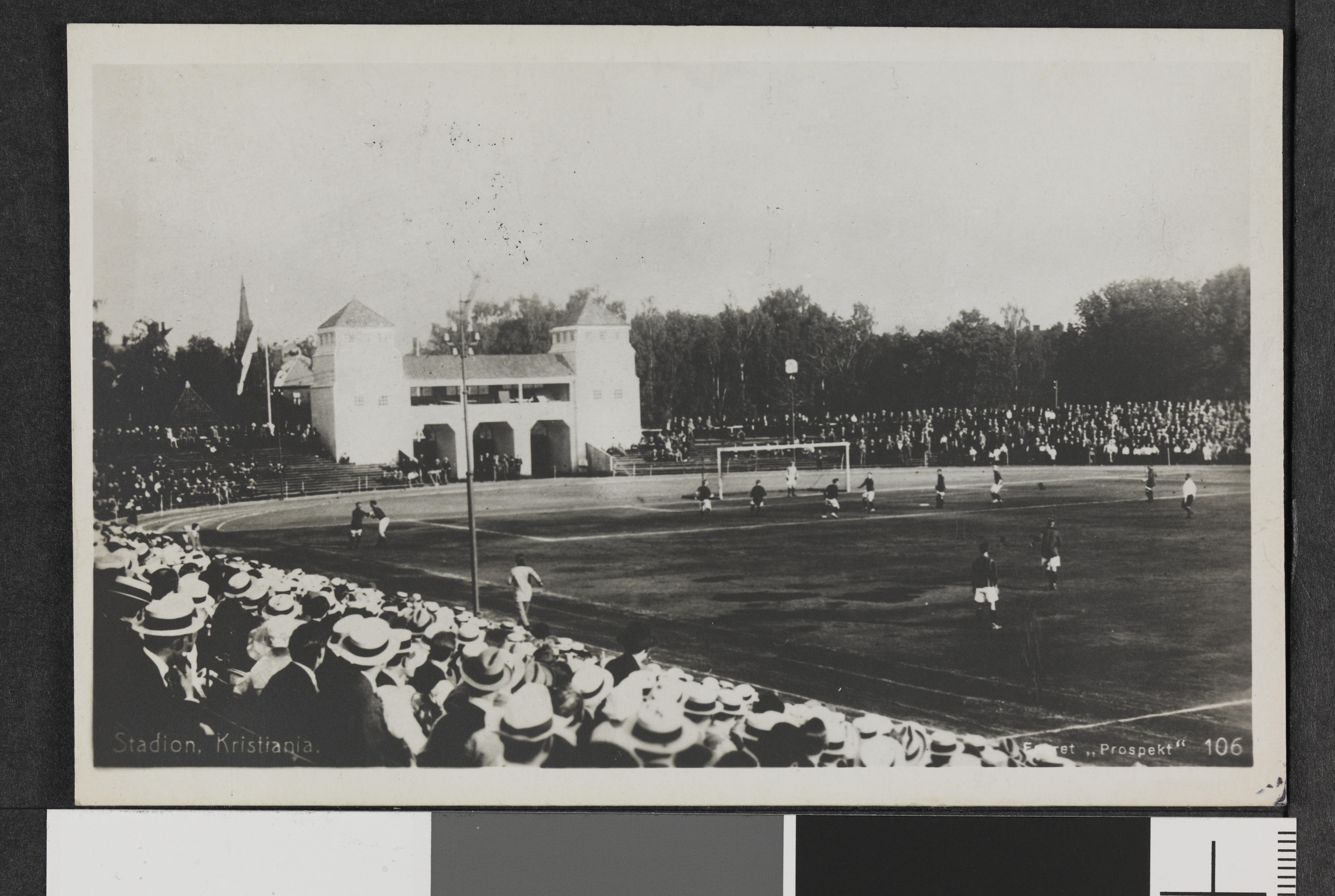
Frogner stadion, Oslo, entre 1918 i 1923.

El futbol és un dels esports més populars a Noruega, juntament amb el biatló i l'esquí de fons. L'Associació de Futbol de Noruega fou fundada el 1902.

## Història
El primer equip de futbol de Noruega probablement fou creat per la Brigada d'arquers noruega a Bergen, Nygaards Bataljon, el 1883. El 1885 fou creat el primer club de futbol noruec, Idrætsforeningen Odd, a Skien. A l'inici el futbol no era gaire popular i no fou fins 1894 que fou reactivat el club Odds Ballklubb. La Federació Noruega es creà el 1902 i immediatament es creà la primera competició nacional. El 1908 ingressà a la FIFA i la selecció disputà el seu primer partit davant Suècia a Göteborg (derrota 11-3).

## Competicions
- Eliteserien (primera divisió)
- OBOS-ligaen (segona divisió)
- PostNord-ligaen (tercera divisió)
- Norsk Tipping-ligaen (tercera divisió)
- Copa noruega de futbol
- Lliga de Noruega del Nord de futbol
- Copa de Noruega del Nord de futbol

## Principals clubs
Equips amb més participacions en la primera divisió noruega.
- F.K. Bodø/Glimt (Bodø)
- S.K. Brann (Bergen)
- Bryne F.K. (Bryne)
- Fredrikstad F.K. (Fredrikstad)
- Hamarkameratene (Hamar)
- Kongsvinger I.L. (Kongsvinger)
- Lillestrøm S.K. (Lillestrøm)
- F.C. Lyn Oslo (Oslo)
- Mjøndalen I.F. (Mjøndalen)
- Molde F.K. (Molde)
- Moss F.K. (Moss)
- Odd Grenland B.K. (Skien)
- Rosenborg B.K. (Trondheim)
- I.K. Start (Kristiansand)
- Sarpsborg F.K. (Sarpsborg)
- Skeid Fotball (Oslo)
- Sogndal Fotball (Sogndal)
- Stabæk Fotball (Bærum)
- Strømsgodset I.F. (Drammen)
- Tromsø I.L. (Tromsø)
- Vålerenga I.F. (Oslo)
- Viking F.K. (Stavanger)

## Jugadors destacats
Font:
Des de 1920
- Einar Gundersen
- Asbjørn Halvorsen

Des de 1930
- Henry Johansen
- Jørgen Juve

Des de 1940
- Arne Brustad
- Reidar Kvammen

Des de 1950
- Per Bredesen
- Thorbjørn Svenssen

Des de 1960
- Roald Jensen

Des de 1970
- Odd Iversen
- Tom Lund

Des de 1980
- Erik Thorstvedt
- Rune Bratseth

Des de 1990
- Erik Mykland
- Frode Grodås
- Kjetil Rekdal
- Stig Inge Bjørnebye
- Henning Berg
- Ronny Johnsen
- Alf-Inge Håland
- Kåre Ingebrigtsen
- Erland Johnsen

Des de 2000
- John Arne Riise
- Tore André Flo
- Ole Gunnar Solskjær
- Steffen Iversen
- John Carew

Des de 2010
- Martin Ødegaard
- Erling Braut Håland

## Principals estadis

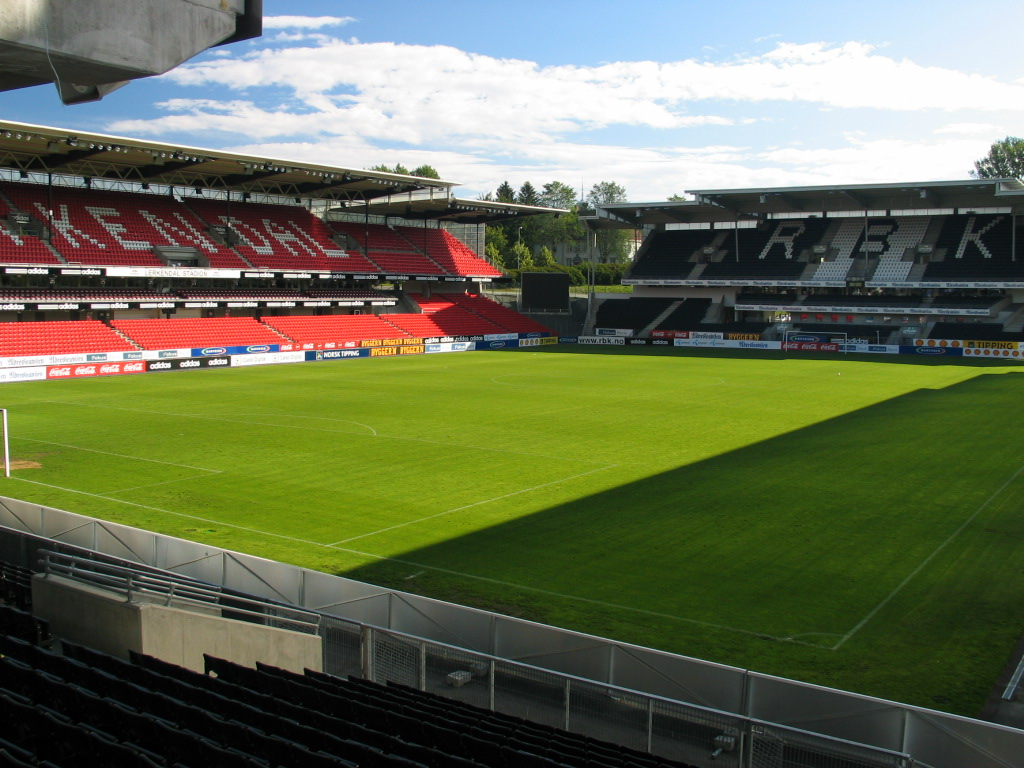
Estadi Lerkendal

- Llista d'estadis de Noruega